# بريزة غزلاني
بريزة غزلاني (مواليد 16 سبتمبر 1993) هي رياضية جزائرية بسباق المشي. هي فائزة بتعادلين في سباق المشي الجزائري 20 كيلومتر مشي (2014 و2015) وحصلت على ميداليتين في البطولة العربية لألعاب القوى.
تتدرب في جمعية الأمن الوطني (Association sportive de la sûreté nationale).

## مسابقات دولية
| عام  | البطولة               | المدينة              | المركز | الفئة                  | الزمن    |
| ---- | --------------------- | -------------------- | ------ | ---------------------- | -------- |
| 2012 | بطولة العالم للناشئين | برشلونة، إسبانيا     | 32     | 10،000 م مشي           | 53:30.36 |
| 2013 | البطولات العربية      | الدوحة، قطر          | الثاني | 10 كم مشياً على الأقدام | 57:41    |
| 2015 | البطولات العربية      | مدينة عيسى، البحرين  | الثالث | 10 كم مشياً على الأقدام | 54:15.4  |
| 2016 | بطولة أفريقيا         | ديربان، جنوب أفريقيا | 7      | 20 كم مشياً على الأقدام | 1:46:33  |
| 2019 | البطولات العربية      | القاهرة، مصر         | الثالث | 10 كم مشياً على الأقدام | 50:00    |

## بطولات
- سباق الجائزة الكبرى الدولي: 2013[6]
- بطولة الجزائر المفتوحة "الطيب مغزي": 2013[5]
- كأس سباق المشي الجزائري: 2014، 2015[7][8]

## أفضل النتائج الشخصية
- سباق المشي لمسافة 10 كم : 50:41.36 دقيقة (2015)[9]